# Улица Орфелинова
| · Улица · Орфелинова | · Улица · Орфелинова                              |
| -------------------- | ------------------------------------------------- |
|                      |                                                   |
| Општина              | Чукарица                                          |
| Почетак              | Улице Милосава Блајића Жарка Вуковића Пуцара      |
| Крај                 | Улица Београдског батаљона                        |
| Дужина               | око 350 m                                         |
| Ширина               | око 15 m                                          |
| Створена             | друга половина 20. века                           |
| Названа              | по српском уметнику из 18. века Захарију Орфелину |
|                      |                                                   |
|                      |                                                   |
|                      |                                                   |

Улица Орфелинова је улица која повезује Улицу Милосава Влајића са Улицом Београдског батаљона. Налази се на територији општине Чукарица.

## Име улице
Улица је добила име по Захарију Орфелину истакнутом српском песнику, историчару, просветитељу, бакроресцу, писцу уџбеника, граверу и  калиграфу из 18. века.

## Историја
У другој половини 20. века Чукарица је израсла у модерно градско насеље из, дотада, руралне средине. У то време појавиле су се нове градске четврти које су биле у потпуности урбанизоване.

## Улицом Орфелиновом
Улица почиње од Улице Милосава Влајића, односно наставља се на део Улице Жарка Вуковића Пуцара, а завршава се код Улице Београдског батаљона. Са обе стране улице налазе се углавном породичне куће, док се на самом крају улице, са десне стране, налази приватна средња школа и државни дечији вртић.

## Суседне улице
1. Рајка од Расине
2. Недељка Чабриновића
3. Милосава Влајића
4. Жарка Вуковића Пуцара
5. Београдског батаљона

## Галерија
- Породична кућа на почетку улице
- Поглед према Улици Жарка Вуковића Пуцара
- Приватна средња школа
- Поглед из Улице Београдског батаљона